# BAC VC-92
O BAC 1-11 FAB VC 92, One-Eleven, foi o terceiro avião presidencial do governo brasileiro. Sua aquisição foi feita em 1968, da British Aircraft Corporation (BAC) para atender o Presidente Arthur da Costa e Silva.
Foram encomendadas duas unidades, que ficaram designadas como VC-92 2111 e VC-92 2110, e foram entregues em 15 de outubro de 1968, o VC 92 2111 e 13 de maio de 1969 o VC 92 2110, que em sua configuração contava com 24 assentos e motores Rolls-Royce RB 163 turbofan.
Estes aviões eram apropriados somente para rotas regionais entre Brasília, São Paulo e Rio de Janeiro. Foi muito usado pelo presidente e seus ministros. Serviu por um período de 8 anos, tendo sido desativados em 1976, substituídos pelos VC 96.